# One More Light (album)
A One More Light a Linkin Park hetedik stúdióalbuma , mely 2017. május 19-én jelent meg. Ez az utolsó Linkin Park lemez amin Chester Bennington szerepel halála előtt. Az album jól teljesített kereskedelmi szempontból, számos országban első hely lett, és a zenekar ötödik olyan albuma, amely Billboard 200-on 1. helyen debütált.
Az albumot 2015. szeptember és 2017. február között vették fel több stúdióban. Az album elsődleges producerei a zenekar tagjai, Mike Shinoda és Brad Delson voltak. A One More Light-ot poplemezként írták le, mely eltér az előző albumaik Alternatív rock és Alternatív metal hangzásától. Az albumon feltűnik Pusha T, Stormzy és Kiiara is mint vendégelőadó. Karrierjük során először dolgoztak dalszövegírókkal: Julia Michaels, JR Rotem, Justin Tranter, Ross Golan, Andrew Goldstein, blackbear, és Eg White.

## Dallista
| #   | Cím                                     | Hossz |
| --- | --------------------------------------- | ----- |
| 1.  | Nobody Can Save Me                      | 3:45  |
| 2.  | Good Goodbye (feat. Pusha T és Stormzy) | 3:31  |
| 3.  | Talking To Myself                       | 3:51  |
| 4.  | Battle Simphony                         | 3:36  |
| 5.  | Invisible                               | 3:34  |
| 6.  | Heavy (feat. Kiiara)                    | 2:49  |
| 7.  | Sorry For Now                           | 3:23  |
| 8.  | Halfway Right                           | 3:37  |
| 9.  | One More Light                          | 4:15  |
| 10. | Sharp Edges                             | 2:58  |